# Waterville (Vermont)
Waterville – miasto w Stanach Zjednoczonych, w stanie Vermont, w hrabstwie Lamoille.